# International Wrestling Revolution Group

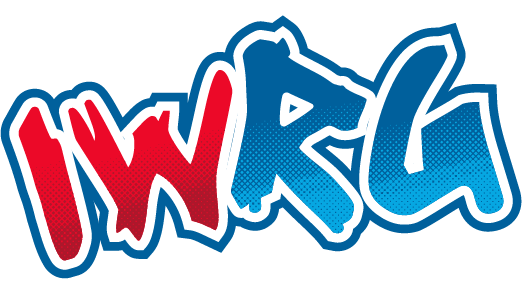
Logotipo actual de International Wrestling Revolution Group

El Grupo Internacional Revolución, IWRG Lucha Libre por sus siglas en inglés es la Primera Fuerza de la Lucha Libre Mexicana. Con sede en la Arena Naucalpan y con 60 años de experiencia en la difusión de la cultura, el deporte y el entretenimiento a través de la Lucha Libre. 
En toda su historia han desfilado las más grandes figuras de luchadores y luchadoras. Cuenta con tres marcas donde se revoluciona la lucha libre: Nueva Generación de Talentos (NGT), con funciones quincenales cada martes; Thursday Night Wrestling (TNW), con eventos todos los jueves por la noche; y el show principal, Revolución IWRG, todos los domingos. 
IWRG La primera fuerza de la lucha libre mexicana
Fue creada en 1997 por el Lic. Marco A. Moreno con un grupo fuerte de japoneses como: Ciima, Nobunaga, Magnum Tokio, Taru, Horigichi, Kanda, Mazada, Nosawa, Dragon Kid, Saido, entre otros.
Con 60 años de historia, es la primera fuerza de la lucha libre mexicana. Su casa es la Arena Naucalpan lugar por las que han desfilado infinidad de estrellas de la lucha libre como: El Santo, El Hijo del Santo, Blue Demon Jr. Dr. Wagner Jr., Canek, Octagón, Los Villanos, La Dinastía Casas, Puma King, Rush, Angélico, Shun Skywalker, Último Dragón, Último Vampiro, Los Dinamita, Los Oficiales, La Masa, entre otros. 
IWRG Lucha Libre tiene su escuela de Lucha Libre llamada FILL (Futuros Ídolos de la Lucha Libre) esta academia, es el semillero de nuevos talentos, que destacan a nivel nacional e internacional. 
Actualmente sus funciones se transmiten en vivo a través del canal Adrenalina y Más Lucha, así como en su canal de YouTube y redes sociales.

## Historia
El luchador convertido en promotor Adolfo "Pirata" Moreno comenzó a promover programas de lucha libre en su natal Naucalpan de Juárez, Estado de México, trayendo luchadores de la Empresa Mexicana de Lucha Libre (EMLL) a Naucalpan y presentando a luchadores del circuito independiente mexicano.
La promotora de "Los Moreno" data desde 1962 en la primera  Arena KO Al Gusto y en su lugar hizo construir la Arena Naucalpan, una arena diseñada específicamente para espectáculos de lucha libre, con una capacidad máxima de 2,400 espectadores para los espectáculos. Arena Naucalpan se convirtió en el hogar permanente de Promociones Moreno, con algunos espectáculos celebrados en otros lugares. La Arena Naucalpan se inauguró en 1997, como padrino El Santo y el presidente municipal en turno. En la década de 1990, la UWA se retiró y Promociones Moreno trabajó principalmente con EMLL, ahora Consejo Mundial de Lucha Libre (CMLL). Desde mediados de la década de 1990, Moreno promocionaría varios campeonatos de Naucalpan, incluido el Campeonato en Parejas de Naucalpan, el Campeonato de Peso Medio de Naucalpan y el Campeonato de Peso Wélter de Naucalpan, todos sancionados por la comisión local de boxeo y lucha.
Marco A. Moreno decidió crear su propia promoción, creando un roster regular en lugar de depender totalmente de luchadores de otras promociones, creando el International Wrestling Revolution Group (IWRG; denominado Grupo Internacional Revolución en español) en 1997. Desde ese momento, Arena Naucalpan se convirtió en la sede principal de IWRG, albergando la mayoría de sus shows semanales y también todos sus shows más importantes. Con la creación del IWRG Moreno abandonó los campeonatos de Naucalpan, introduciendo en su lugar una serie de campeonatos de la marca IWRG, comenzando con el Campeonato Intercontinental de Peso Medio de IWRG creado el 27 de julio de 1997, seguido por el Campeonato Intercontinental de Peso Completo de IWRG dos meses después. IWRG también siguió promocionando el Campeonato de Tríos del Distrito Federal, el único campeonato anterior a la fundación del IWRG.

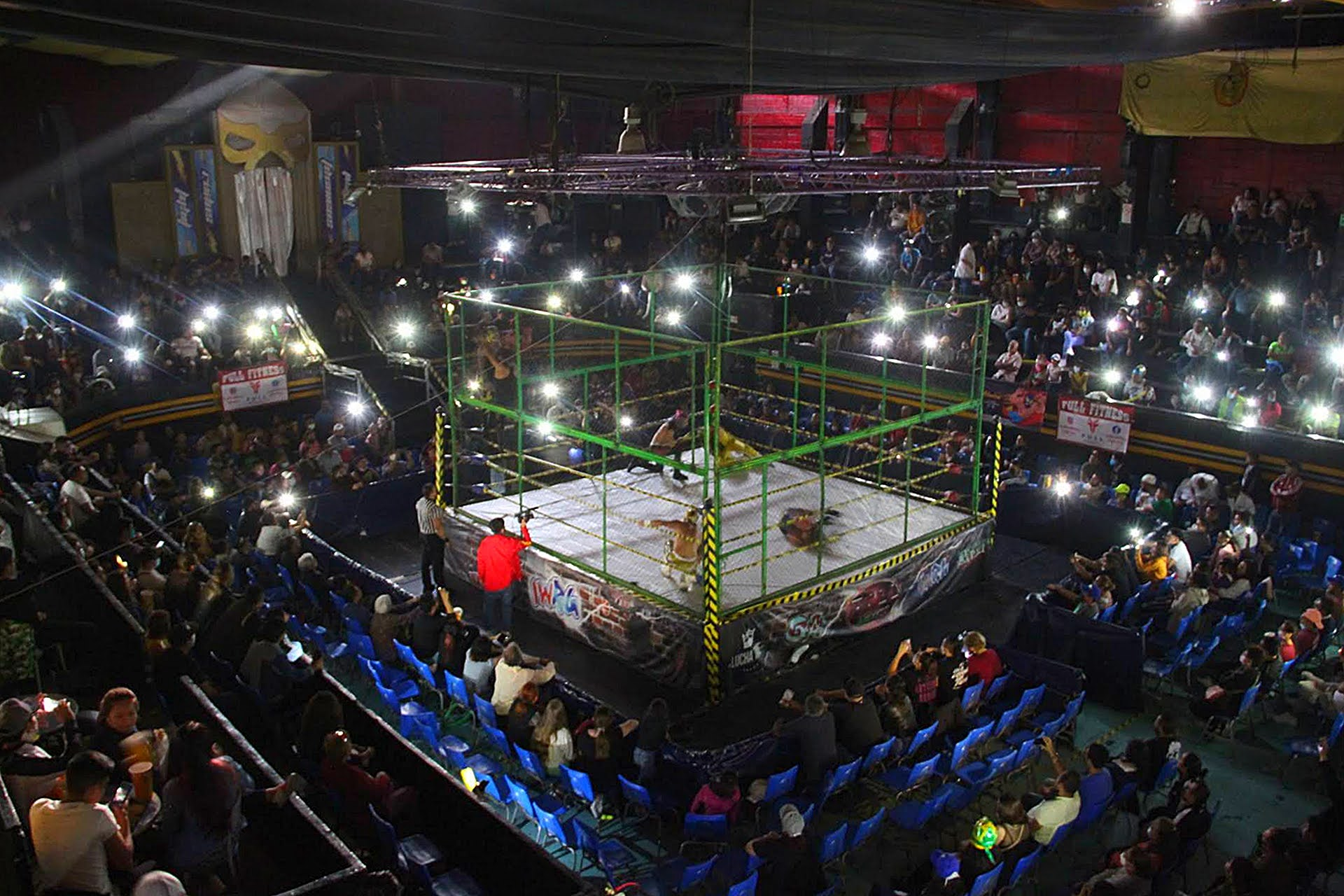
Evento Guerreros de Acero 2022

En 2007 Adolfo "Pirata" Moreno murió, dejando a sus hijos César y Marco Moreno para tomar posesión de International Wrestling Revolution Group como de Arena Naucalpan.

## Asociaciones

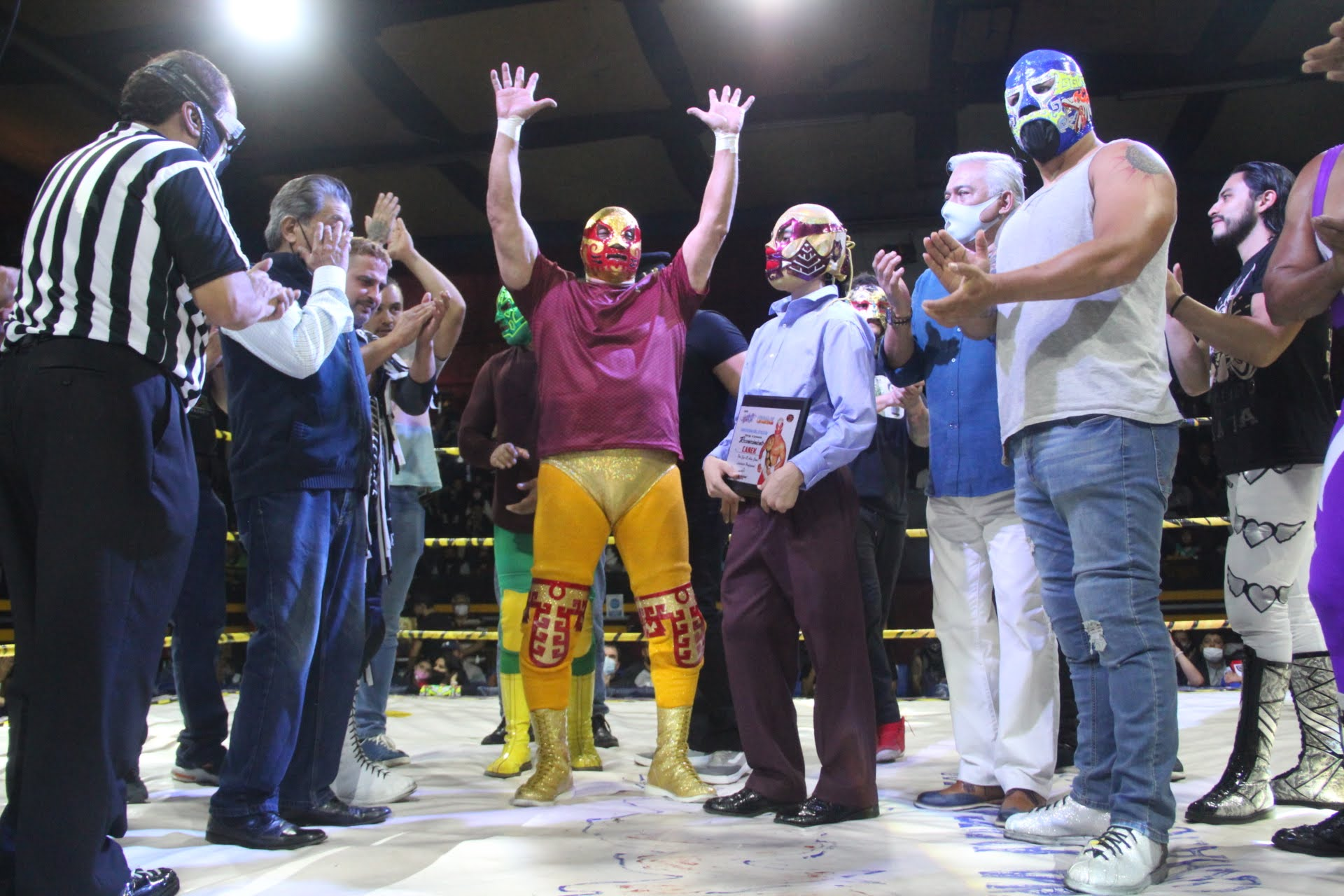
Festival de las máscaras 2021 (Homenaje a Canek)

Durante su historia, IWRG ha trabajado con otras promociones de lucha libre en esfuerzos de colaboración.

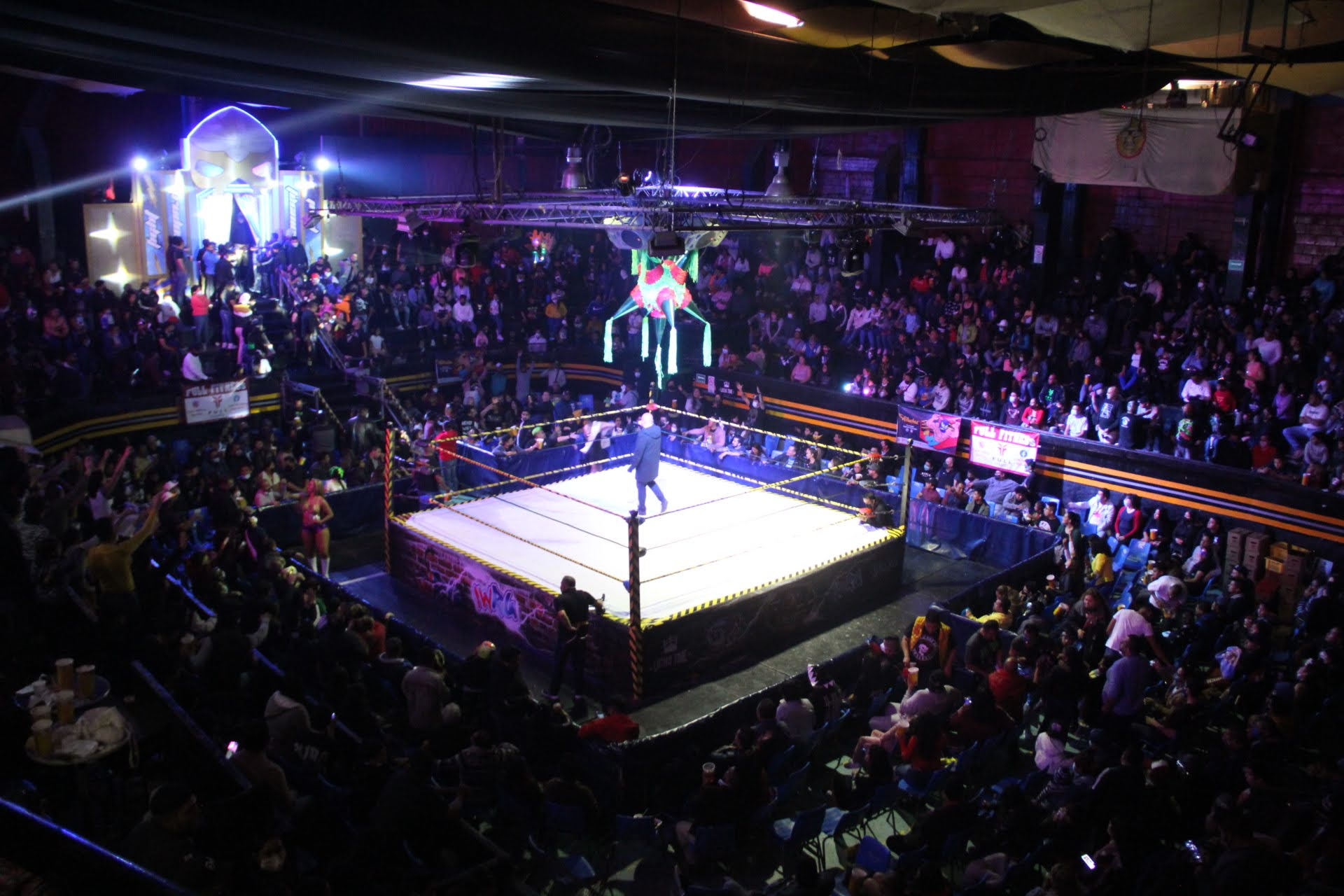
Revolución 59 (Arena Naucalpan)

## Eventos Anuales de IWRG
| Evento                    | Nota |
| ------------------------- | --- |
| Guerreros de Acero        | Todos los match desde la primera lucha hasta la estelar se realizan en Jaula, dentro de las que se exponen campeonatos, cabelleras y máscaras. |
| El Protector              | Luchan en pareja (protector y protegido) todos contra todos, los luchadores que fungen como Protector defenderán a sus protegidos. El último que quede es el ganador de El Protector.                                                                               |
| La Rebelión de los Junior | Lucha en la que los participantes se eliminaran por encima de la tercera cuerda, el último en quedar en el ring se convierte en retador por el Campeonato Junior de Juniors                                                                                         |
| Guerra del Golfo          | La dinámica se divide en dos jaulas, la jaula A y la jaula B, lucharan por 10 minutos, al silbatazo los luchadores tendrán 5 minutos para salir; el o los luchadores que no lograron escapar se enfrentaran en la jaula C exponiendo sus máscaras o sus cabelleras. |
| Rey del Ring              | 30 luchadores en acción en el evento estelar. |
| Festival de las Máscaras  | Evento especial en que los luchadores que ya fueron desenmascarados pueden volver a usar sus máscaras a la par homenajeando a una leyenda de la lucha libre. |
| La Jaula de las Locas     | Lucha en jaula en la que el último(a) en salir de la jaula pierde su máscara o cabellera. |
| La Gran Cruzada           | 30 luchadores en acción; lucharan todos contra todos y se irán eliminando, saliendo por la tercera cuerda hasta tocar la tarima, el ganador se convierte en el retador oficial al campeonato de su división.                                                        |
| Caravana de Campeones     | Todos los campeonatos (según su división) se pondrán en juego. |
| El Castillo del Terror    | Celebrando la tradición del día de muertos en la Arena Naucalpan el evento más famoso desde 2000, en la lucha estelar 10 máscaras se pondrán en juego en jaula. |
| Legado Final              | |
| Revolución                | El evento más importante para el Grupo Internacional Revolución como parte de su aniversario. |

## Nuevo Concepto
| Función                            | Logotipo | Nota |
| ---------------------------------- | -------- | --- |
| NGT: Nueva Generación de Talentos. |          | Concepto que se define por ofrecer oportunidades a luchadores novatos.                                       |
| TNW: Thursday Night Wrestling      |          | Un concepto bar para el disfrute y esparcimiento del público.                                                |
| Revolución IWRG                    |          | El show principal, Revolución IWRG, totalmente familia.                                                      |
| Escuela FILL                       |          | Academia de Lucha Libre FILL, semillero de los futuros talentos de International Wrestling Revolution Group. |

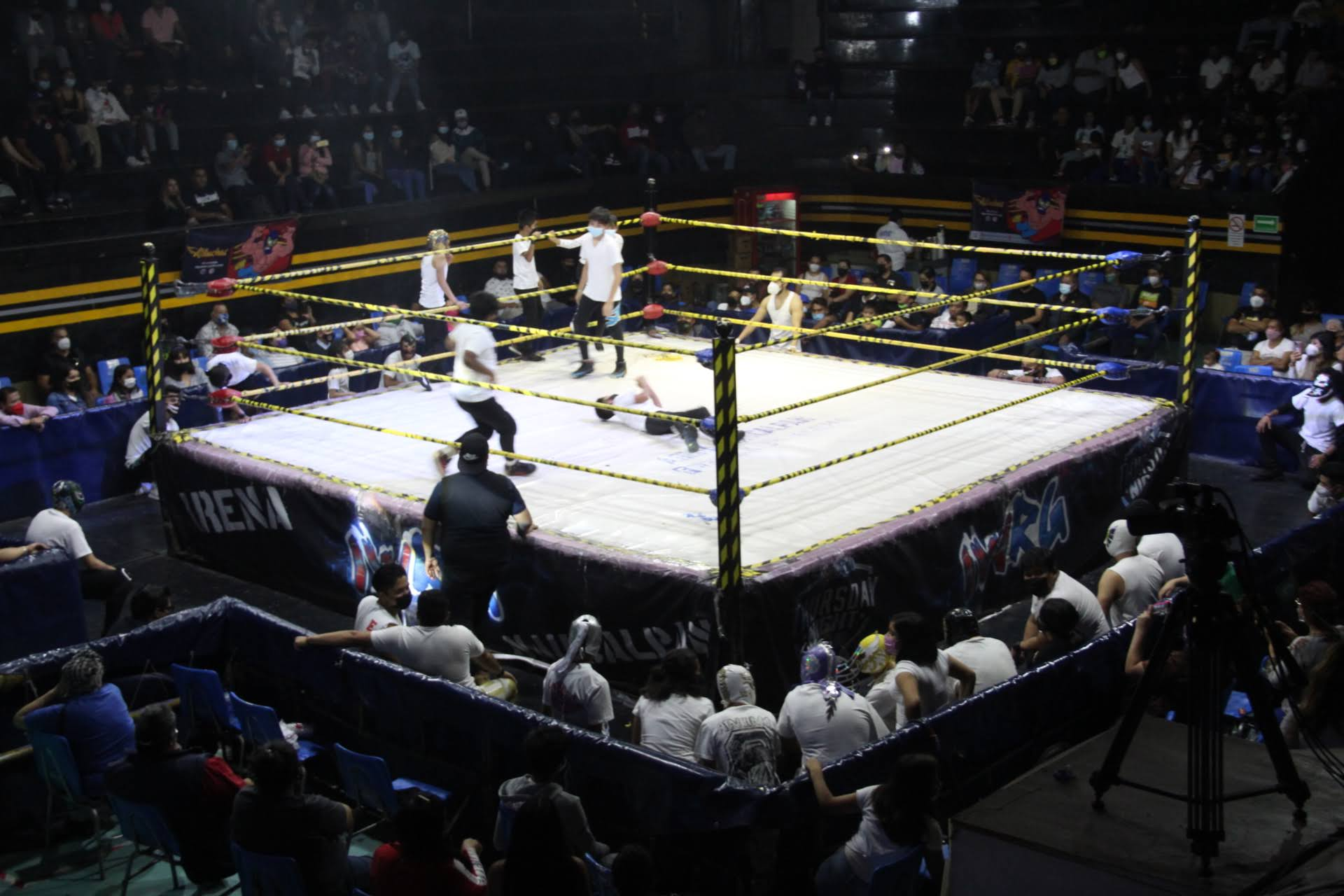
Exhibición de Tumbling de la Academia de Lucha Libre FILL

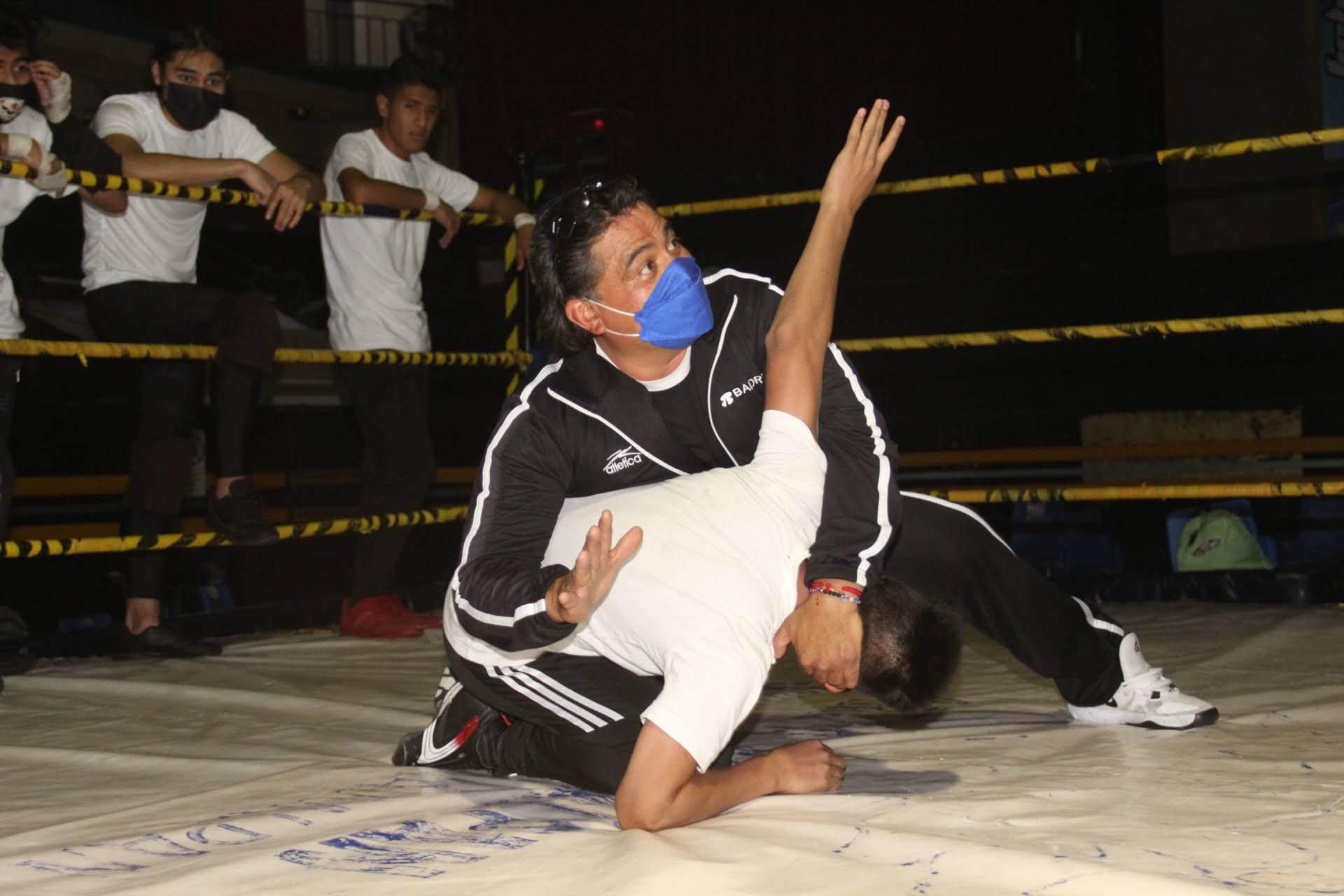
Profesor Bombero Infernal instruyendo a los alumnos de la Academia de Lucha Libre FILL

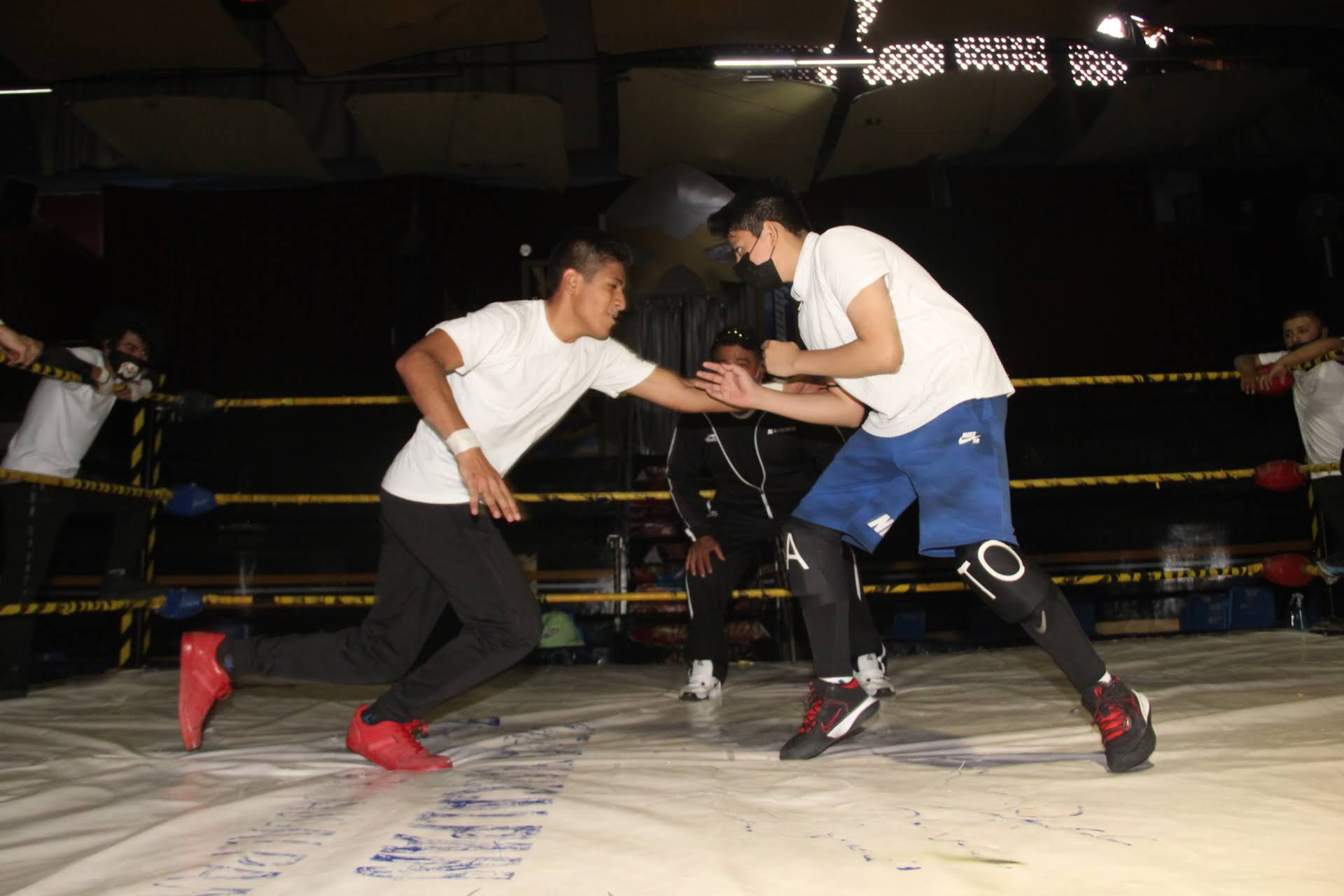
Alumnos de la Academia de Lucha Libre FILL

## Luchadores que forman parte del Roster actual deInternational Wrestling Revolution Group

### Panel de luchadores

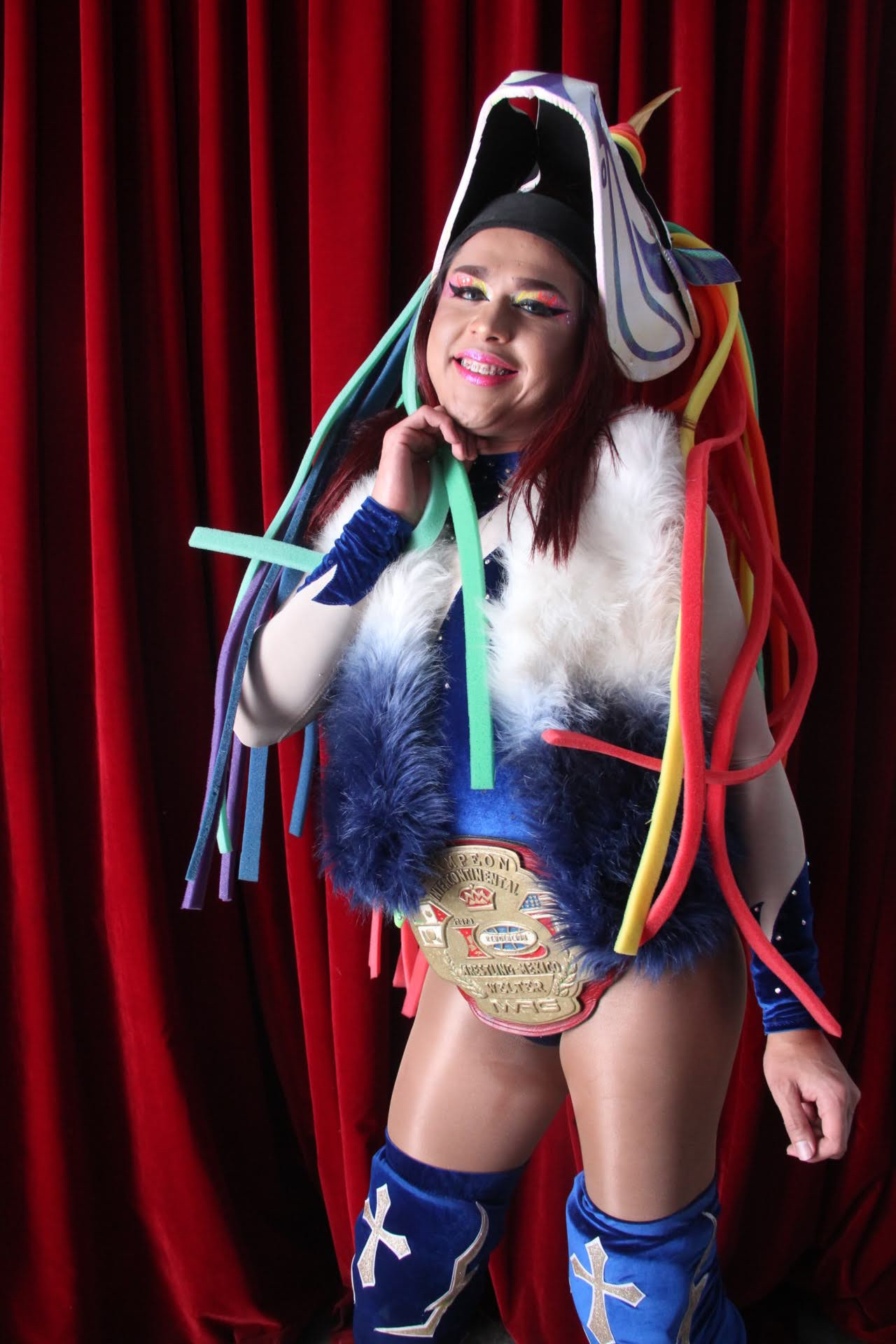
Jessy Ventura

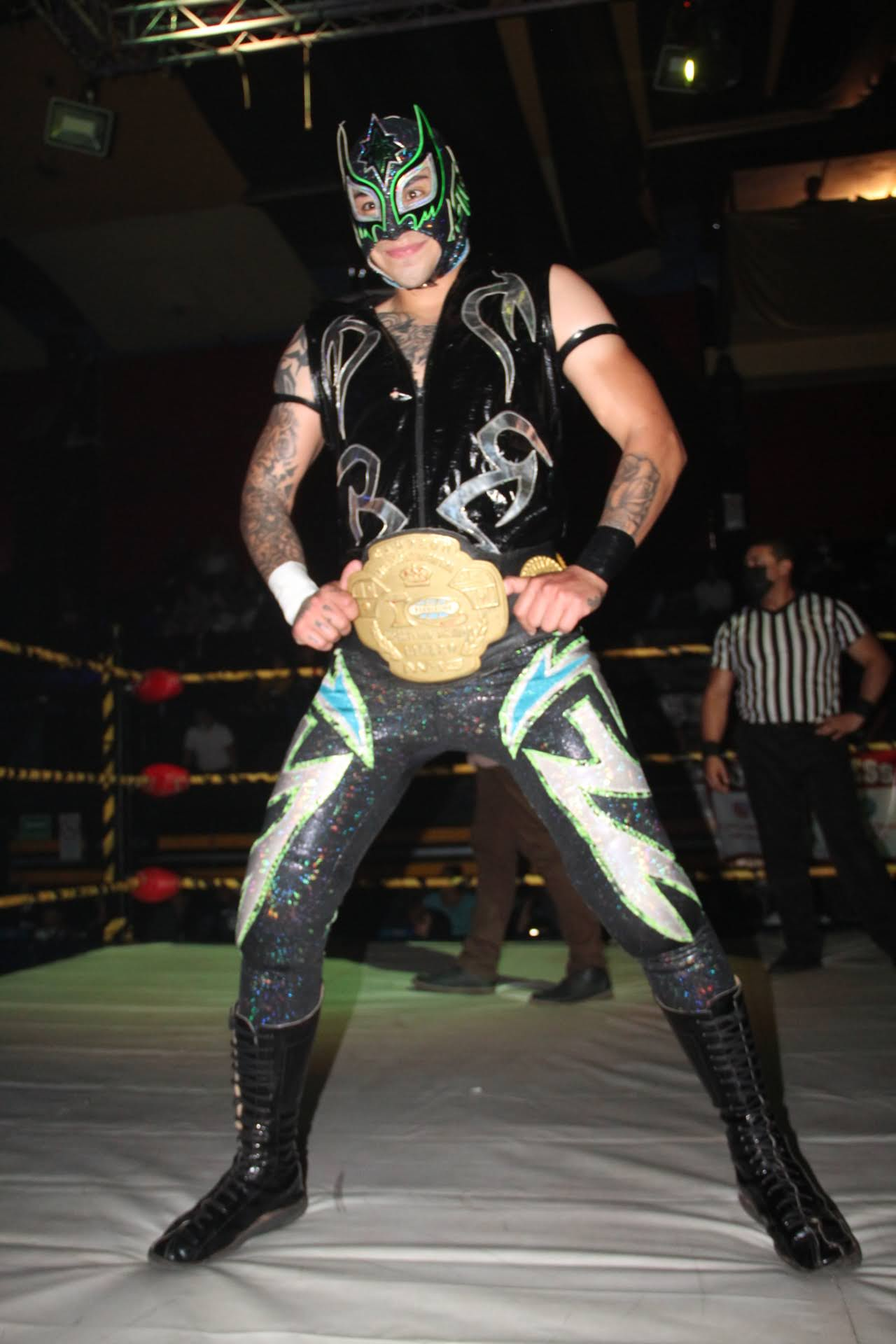
Asterboy

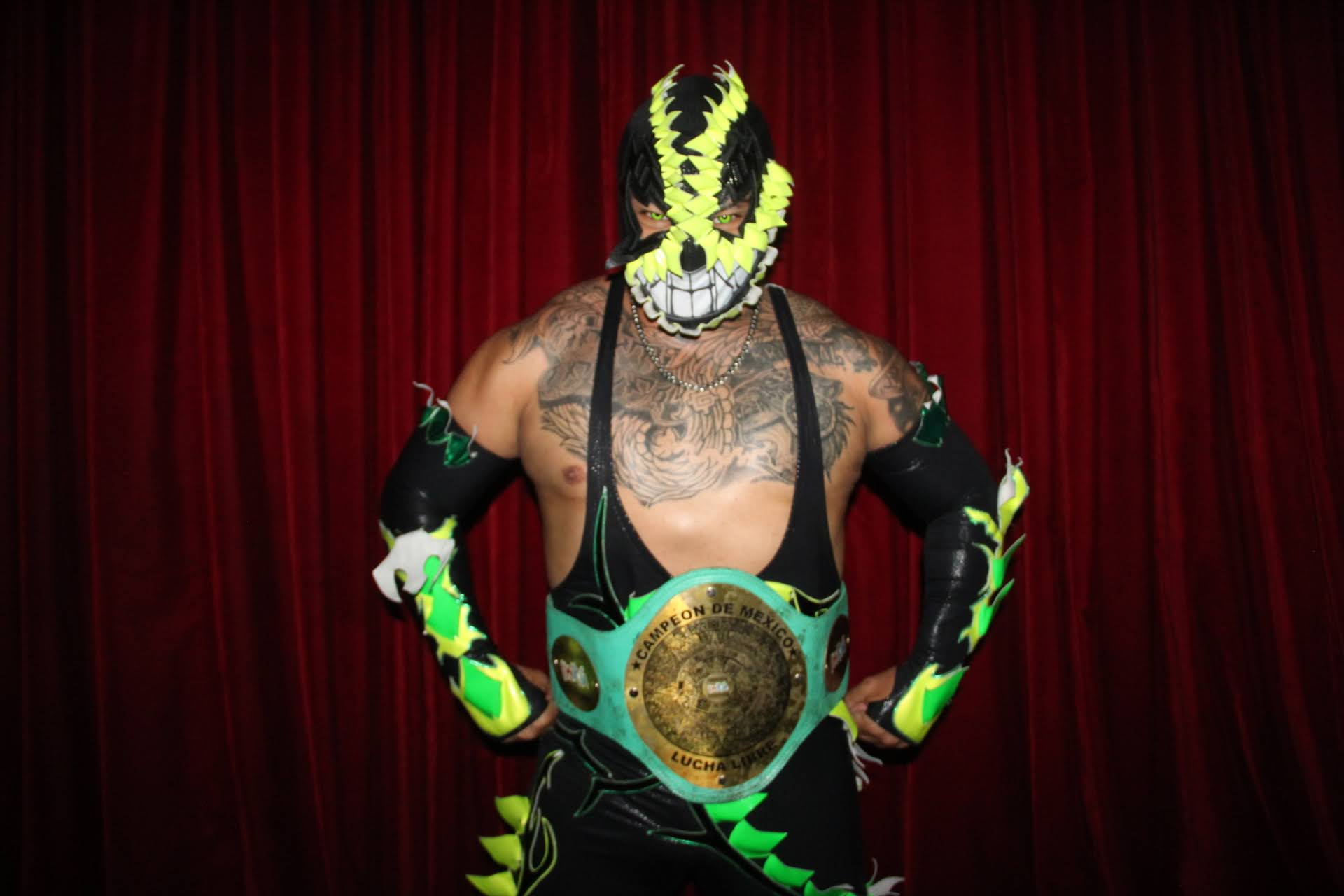
Toxin

| Nombre              | Notas                                                                         |
| ------------------- | ----------------------------------------------------------------------------- |
| Asterboy            | Actual campeón de Peso Ligero Ganador del primer TRYOUT IWRG 2021             |
| Alas de Plata       |                                                                               |
| Alas de Oro         |                                                                               |
| Big Chico Che       |                                                                               |
| Tonalli             |                                                                               |
| Toxin               | Actual Campeón de México                                                      |
| Dick Angelo 3G      | Actual campeón Junior de Juniors                                              |
| Diva Salvaje        |                                                                               |
| Jessy Ventura       | Actual campeón Intercontinental de Peso Welter                                |
| Hell Boy            |                                                                               |
| Puma de Oro         |                                                                               |
| Freelance           | Actual campeón Rey del Aire                                                   |
| Miike               |                                                                               |
| Fulgor              |                                                                               |
| Mexica              |                                                                               |
| Fly Warrior         |                                                                               |
| Pandemonium jr      | Campeón de Tríos del Estado de México                                         |
| Hijo de Pandemonium | Campeón de Tríos del Estado de México                                         |
| Gran Pandemonium    | Campeón de Tríos del Estado de México                                         |
| Legendario          |                                                                               |
| Rey Halcón Jr       |                                                                               |
| Capo del Norte      |                                                                               |
| Capo del Sur        |                                                                               |
| Kenji               |                                                                               |
| Caballero de Plata  |                                                                               |
| Sagitarius          |                                                                               |
| Noisy Boy           | Ganador por el Cofre de el Pirata Moreno en el evento Guerreros de Acero 2022 |
| Yorvak              | Ganador de la segunda edición del TRYOUT IWRG 2022                            |